# Elaphoglossum longifolium
Elaphoglossum longifolium är en träjonväxtart som först beskrevs av Nicolaus Joseph von Jacquin, och fick sitt nu gällande namn av John Smith. Elaphoglossum longifolium ingår i släktet Elaphoglossum och familjen Dryopteridaceae. Inga underarter finns listade.